# Сосонка (Вінницький район)

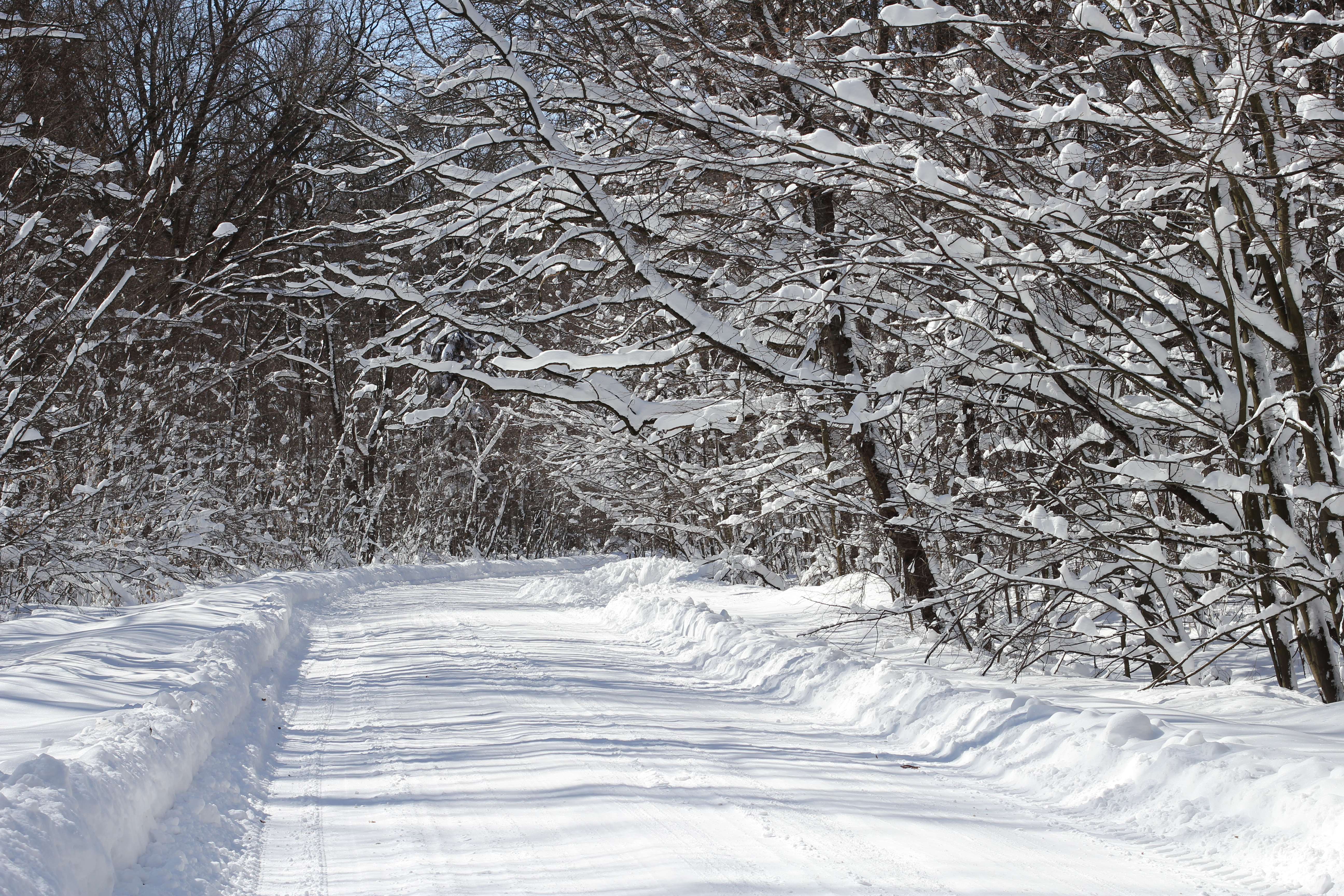
Засніжена дорога від села до шосе М21 Вінниця–Київ

Сосо́нка — село в Україні, у Стрижавській селищній громаді Вінницького району Вінницької області. Розташоване на березі річки Десна, лівої притоки Південного Бугу
У 3 кілометрах від села знаходиться залізнична зупинка «Сосонка». Але щоб дістатися самого села залізницею, зручніше виходити з електрички на сусідній зупинці «Десенка».

## Географія
У селі річка Семенка впадає у Десну, ліву притоку Південного Бугу.

## Історія
Населений пункт заснований у 1607 р. У 1621 р. ним володіла Ганна Стрижавська, дочка великого землевласника у Вінницькому повіті Федора Стрижавського. Пізніше Сосонка входила до Супрунівського ключа, який належав графині Потоцькій зі знатного роду польських магнатів, яка була одночасно Волинським воєводою.
За свідченням генеральної візи 1765 р. на початку XVIII ст. у селі Сосонка була збудована церква на честь Покрови Пресвятої Богородиці. В 1747 р. з благословення греко-католицького митрополита Флоріана Гребніцького, вона була реставрована і значно розширена, а в 1872 р. посвячена іменем архістратига Михаїла, належала до Московського патріархату. У другій половині XVIII ст. Сосонка потрапила у володіння Симона Косаківського, старости Зошельського. У 1785 р. тут нараховувалось 578 українців греко-католицької віри, які займалися хліборобством.

### Захоплення Російською імперією
Після поділів Польщі Сосонка потрапила до складу Російської імперії і входила до Стрижавської волості Вінницького повіту Подільської губернії. Село довгий час належало поміщиці Сусанні Альбінівні Борейко. Селяни були повністю безправними і виконували всі кріпосні повинності, наприклад, з кожного двору — 75 днів панщини. За кожну додаткову десятину селяни відробляли 200 днів на рік.

### Реформа 1861 року
Реформа 1861 р. принесла селянам нові сподівання, але вони не виправдалися. Селяни так і не дочекалися справедливого розподілу землі. Більшість селян була неписьменною. У 1861 р. при церкві було відкрито церковнопарафіяльну школу, а в 1880 р. зведено окрему будівлю школи на 40 учнів. У 1862 р. в селі нараховувалося 167 дворів, в яких проживали 480 осіб. Лише 32 дворах мали коней.
По всій імперії прокотилися селянські заворушення. У Сосонці в 1865 р. селяни під час сходу побили старосту І. Десяцького, за що були заарештовані. І все ж у тому році селяни отримали землю по 3 десятини на двір згідно з наказом російського імператора. 434 особи вирішили викупити 880 десятин у поміщиці Борейко, на що держава видала селянам позику в розмірі 21 тис. крб сріблом. За це вони повинні були сплачувати протягом 49 років по 308 крб. Повністю землі були викуплені в 1871 р. і передані селянам. У 1896 р. селяни приєднали ще 52 десятини. У цьому ж році збудовано школу на 60 учнів. Події першої російської революції не обійшли і Сосонку. Так, у 1905 р. відбувся виступ селян проти поміщиці Перновської, який був жорстоко придушений жандармами. Деякі зміни в життя селян внесли столипінські аграрні реформи. Так, у 1919 р. селяни Євдокія Іванова, Анастасія Бурбелко, Микита Буздиган забрали землю і вийшли з общини, але решта сосончан не дуже поспішала їх наслідувати.
У 1913 р. збудовано міністерську народну двокласну школу з 4-річним навчанням. Незабаром з 2500 жителів села 75 були письменними, а 350 осіб — малописьменними. Навчання вели лише російською.

### Жовтневі події, прихід радянського режиму, голодомори
Події жовтневого перевороту та його наслідки трагічно відбилися на долі Сосонки. Періоди першої світової війни, більшовицької влади та голодомору 1921 р. призвели до того, що населення села не лише не зростало, а й скоротилося з 2500 осіб у 1914 р., до 2200 осіб у 1921 р. Під час голоду ні сільрада, ні комнезам не отримали жодного грама хліба від держави. У селі не діяв млин, у запущеному стані перебували сад та озера. Ситуація змінилася лише з проголошенням непу. Селяни активно включились у нові форми господарювання.
У грудні 1917 р. була організована Рада селянських депутатів, головою якої обраний Калень Антонович Головня, а секретарем — Степан Пилипович Турчик. У 1918 р. утворено комітет бідноти з трьох осіб, який допомагав біднякам. Першим головою комітету селянської бідноти був Іван Харитонович Солоненко.
У 1922 р. в селі створено комсомольську організацію, першим секретарем якої був Василь Данилович Шлапак. У цьому ж році виникли сільськогосподарське товариство з кредитовим фінансуванням, Сосонське споживче товариство, а пізніше — риболовецька артіль «Окунь», круподерна артіль «Вперед», сільськогосподарські товариства «Господар» та «Рай» і навіть інвалідна ковбасна артіль. Відновлено роботу млина, а з 1927 р. на його базі відкрито ГЕС.
У 1925 р. внаслідок граду та посухи — в селі знову почався голод. За даними Вінницького райвиконкому, голодував 21 житель, але було надано деяку допомогу, і голод не був таким важким. Також у цьому році в селі організовано товариство «Просвіта», для роботи якого виділено спочатку хату-читальню, а потім і сільський будинок культури. У 1927 р. відкрито школу сільської молоді.
1923–1927 рр. — період гоніння на церкву: повністю конфісковано всі церковні будівлі та майно, націоналізовано 90 десятин землі. У 1927 р. створено партійну організацію з чотирьох комуністів, секретарем якої обрано Микиту Івановича Сташка. До 1928 р. в селі не було комуністичних форм сільгосптовариств. Було створено артіль «Ленінський шлях», яка пізніше стала колгоспом (голова І. В. Биченко) і підпорядкувала всі кооперативні товариства та артілі й навіть індивідуальні господарства. Не оминув Сосонку Голодомор 1932—1933 рр. Ліквідація кооперацій у селі, насильницька колективізація призвели до того, що вже взимку 1932 р. почали вмирати з голоду люди. Невідомо, як і завдяки кому збереглися, мабуть, єдині на всю країну «Смертні листи» (з 7 квітня по 6 червня 1933 р.) Сосонської сільської ради Вінницького району Вінницької області, кілька примірників «Книги записів актів громадського стану» за 1933 р. про смерть. У кожній такій книзі, яку заповнював секретар сільради, — записи за кілька днів чи тижнів.
|  | Захаревич Ганна Василівна — займалася хліборобством, причина смерті — невідома |

|  | Головня Іван Теодорів — ремесло — хліборобство, стан за заняттям — одноосібник, причина смерті — запалення легенів |

.
Слова «від голоду» зустрічаються і раніше, однак переважає стереотипне «невідомо». З травня з'явилися записи, в яких причина смерті — голод: 
|  | 9 травня. Сташко Данило Мартинович, вік 42 роки, українець, член артілі, причина смерті — від голоду |

|  | Романенко Яків Левков, 14 травня 1933 р., вік 52 роки, українець, член артілі. Помер від голоду |

В один день 31 травня померли: Лекера Романенко, Гаврило Романенко, Ярина Ковальчук; 7 червня: Катерина Москаленко, Ганна Дзигаленко, Тодоска Козак; 9 червня — теж троє покійників: Ярина Кудраш — 55 років, Тетяна Педоренко — 45 років, Костя Бабенко — 19 років. Невідомо, де і в яких книгах записів ще можна прочитати щось подібне. Сосонка з її «Смертними листами» — не типова для Голодомору, скоріше острівець порівняного благополуччя. У Сосонці не було тотального голоду. На одному кутку люди голодували, а на інших — ні. У кого вродила картопля «і для себе, і для сусідів», кого підгодовував ліс, кого — рибою р. Десенка. А головне напередодні голоду (літо та осінь 1932 р.) не так лютували «буксирні бригади». І заслуга тут, вочевидь, голови сільради Прокопа Калениковича Романенка та голови колгоспу Микити Сташка. Вони свідомо йшли на ризик, наскільки це можливо, прикриваючи рідне село, та не давали великої волі своїм і прийшлим з «червоним метеликом». За сосонськими «Смертними листами» — мільйони мертвих і ненароджених, убитих голодомором. Завдяки записам тодішнього секретаря сільської ради ми можемо дізнатися про приблизні цифри померлих від голоду в селі. У січні померла 51 особа, в березні — 42, у квітні — 45, але пік смертності припадає на літо 1933 р. Так, у травні померли 45 мешканців, а в червні та липні — по 75, у серпні — 70 осіб. Всього від голоду померли понад 300 осіб. Допомогу держава виділяла у вигляді харчування лише працюючим колгоспникам. Тільки в 1935–1936 рр. село поступово залікувало рани, нанесені Голодомором.
У 1936 р. розпочалося будівництво нової десятирічної школи, і першого вересня 1938 р. вона відкрила двері для школярів. Перед війною відбулося всього три випуски десятикласників, останній — 21 червня 1941 р.

### Друга світова війна
У червні-липні з Сосонки евакуювалися деякі жителі, вивозилася худоба. Під час відступу через село походили частини Червоної армії, була спалена сільська церква. 17 липня 1941 р. у село вступили німці. Їх влада не чинила насилля на селян. Знову відкрито церкву, семирічну школу. У 1941 р. школа стала 4-річною, а в 1944 р. — закрилася. У її приміщенні був будинок відпочинку німецьких авіаторів. Багато селян працювали на будівництві ставки Гітлера «Вервольф», що знаходилася біля сусіднього с. Коло-Михайлівка. Це була переважно молодь, 50—60 осіб, які підлягали вивезенню до Німеччини. Працівникам видавали номерки. Тих, хто їх загубив, додому не відпускали — вони ставали військовополоненими. До підземних робіт селян не допускали: вони були надсекретні.
Від свідків відомо, що на території села діяли 2 невеликі підпільні групи. До однієї з них у 1942 р. входили Василь Антонович Головня, Йосип Соломонович Дуб, Михайло Якович Москаленко, Микита Іванович Сташко (голова колгоспу). У січні 1942 р. їх було видано нацистам і розстріляно. У 1943 р. Михайло Каленикович Сташко створив нову групу, до якої входили Іван Прокопович Дзигаленко, Олександр Данилович Дзигаленко, Павло Кирилович Пилявець, Каленик Костянтинович Сташко, Микита Каленикович Сташко, Іван Михайлович Турчик. У жовтні 1943 р. їх викрито та після допитів у Вінниці розстріляно. Ці групи підтримували зв'язок з партизанами, які знаходилися у лісах біля Калинівки, періодично навідувались у село на конях дізнатися про кількість нацистів, зброї; вони вели спостереження за школою, де розміщувався штаб, з горища старої хати неподалік.
15 березня 1944 р. Сосонку визволено від німецької влади частинами стрілецької дивізії армії 1-го Українського фронту. При відступі нацистами підірвано міст через р. Десенку, а також залізничний міст. Через 5 днів після зміни влади почалася масова мобілізація до лав Радянської армії, пункт збору був у Погребищі. За час окупації німецькі війська завдали селу значних збитків. Було зруйновано будинок культури, електростанцію, корівник та інші будівлі. Загальна сума збитків становила 1 645 000 крб, школі завдано збитків на суму 145000 крб. На фронтах Німецько-радянської війни воювали 320 сосончан, 202 з них загинули полях битв, 122 особи нагороджені орденами, медалями.

### Повоєнні часи
З березня 1945 р. відновлено роботу електростанції, а з 1948 р. — середньої школи, у якій викладав 31 учитель, створені лекторська група товариства «Знання», лікарня-стаціонар на 55 ліжок.

#### Колгосп
1950—1960-ті рр. для колгоспу були досить успішними. У1952 р. за високі врожаї коксагизу голові колгоспу П.Романенку, агроному Т. І. Романенко, ланковим Ф. Ф. Ковальчук, Є. І. Романенку присвоєно звання «Герой Соціалістичної Праці», а Ганну Головню, Наталю Козак, Ганну і Теклю Ковальчук, Євдокію Мороз, Марію Кравчук нагороджено орденом Лєніна. 1956 р. колгосп занесено на обласну Дошку пошани, а також нагороджено Дипломом пошани Всесоюзної сільгоспвиставки. Учасниками ВДНГ у 1958 р. були колгоспники Т. І. Романенко, М. А. Ящук (бухгалтер), Ф. М. Романенко (помічник бухгалтера), доярки Г. Я. Слободянюк, Г. П. Солоненко, М. П. Турчин, К. В. Собко, Г. І. Романенко, А. О. Ковальчук, А. А. Собко, Є. В. Козак, Н. М. Захарович, Г. Й. Головня, Н. Д. Скомаровська, Є. О. Дзигаленко, Н. П. Мандренко, А. Ф. Сусол, М. Р. Дзигаленко, Н. М. Романенко, Т. К. Ковбаса, завідувач ферми В. Т. Дзигаленко, скотарі М. М. Турчин та В. Г. Романенко, чабани І. А. Солоненко, М. С. Солоненко, М. Н. Кравчук, трактористи М. А. Ящук, І. В. Пустовіт, бригадири П. Д. Лупанов, Є. Д. Шлапак, ланкові М. Ф. Головня, П. Р. Ковальчук, Н. П. Кудраш, Є. Й. Головня, М. В. Кравчук, Г. М. Головня, Г. М. Пономаренко, Г. А. Кравчук та комбайнер Г. В. Романенко.
У 1960-ті рр. основним напрямом діяльності колгоспу було зернове господарство (основна культура — пшениця), цукрові буряки. Було також свинарство, птахівництво, вівчарство, вирощувалась велика рогата худоба. 28 лютого 1957 р. за високі врожаї зернових та овочевих культур, високі показники тваринницької продукції голову колгоспу П. К. Романенка нагороджено другою Зіркою Героя соціалістичної праці. У 1961 р. йому при житті встановлено бронзове погруддя. У 1962 р. в колгоспі побудовано гараж, проведено водопровід до тваринницьких ферм. У 1966 р. зведено Будинок культури з кінозалом на 350 місць, почала працювати бібліотека. Упродовж 60—70-х років великим накладом виходила колгоспна газета, заснована в 1957 р. У червні 1982 р. колгосп реорганізовано в радгосп. На період 70—80-х рр. припав сприятливий економічний розвиток радгоспу. Багатогалузева структура господарства давала прибутки близько 1 млн крб. щорічно. Оброблялося 1500 га орної землі. Завдяки зрошувальній системі були високі на той час урожаї помідорів, капусти, цукрового буряку. Зібране перероблялася у консервному цеху. Працювали 26 тракторів, 4 зерно- та 8 кормозбиральних комбайнів, 13 сівалок, 26 вантажівок. Значне місце в радгоспі займало і тваринництво. Утримувалось 907 голів великої рогатої худоби. Середній удій молока на початку 80-х становив 2360 кг. Крім того, в радгоспі утримували 35 коней, 2000 голів птиці, 70 свиней, 200 овець. Працював цех кормозаготівлі, зерно-, овочесховище, інкубатор. Селяни активно займалися допоміжним господарством, на 20 га землі.

## Сучасність

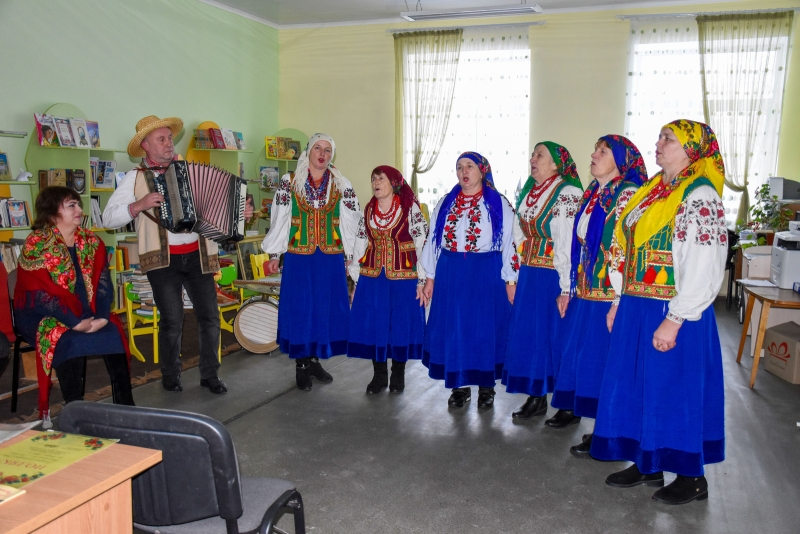
Творче об'єднання "Жива пісня"

Село повністю електро- і радіофіковане. Основні дороги — з твердим покриттям.

## Транспорт

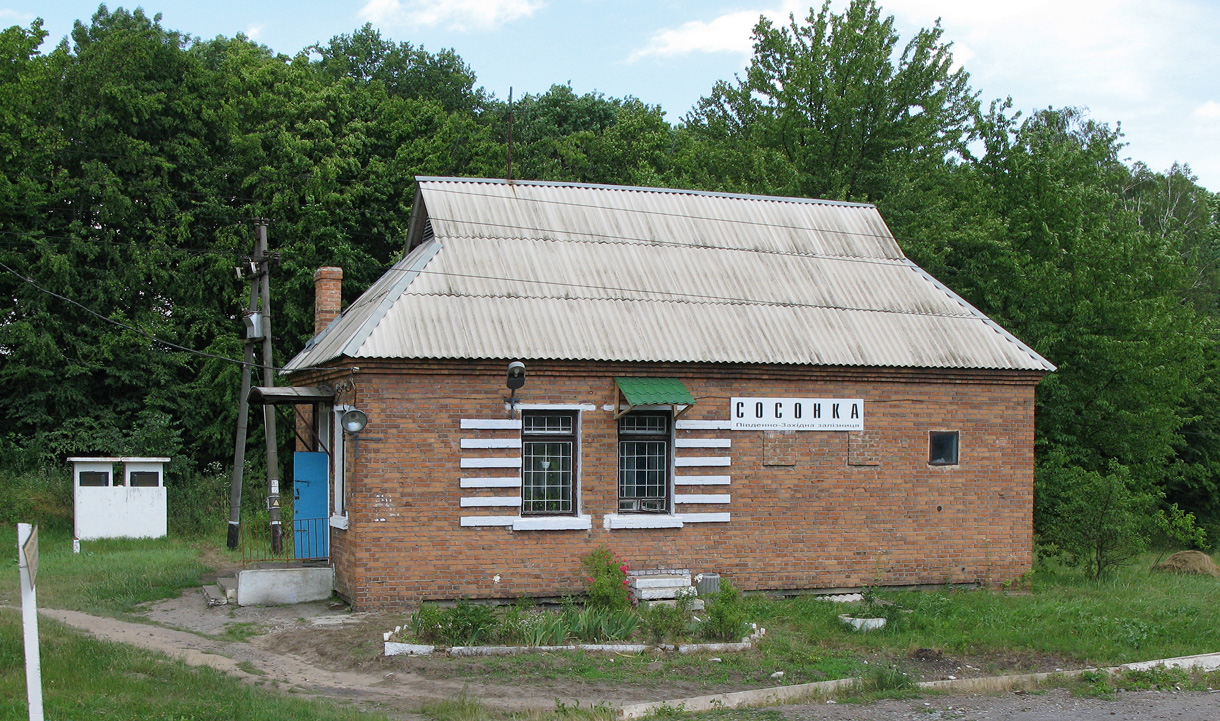
Станція Сосонка

Поблизу села знаходиться залізнична станція «Сосонка» і залізничний пункт зупинки «Десенка».
На станції зупиняються приміські електропоїзди Козятин-Вінниця-Жмеринка та деякі регіональні поїзди.

## Відомі люди
- Захаревич Михайло Васильович (1950) — український актор, Генеральний директор Національного академічного драматичного театру імені Івана Франка, Народний артист України
- Валенти́на Петрі́вна Сторожу́к (Буздиган) (нар. 1966, с. Білашки, Вінницька область) — поетеса, прозаїк, дитяча письменниця, фольклористка, краєзнавець.
- Романенко Прокоп Каленикович (1906—1965) — новатор колгоспного виробництва, голова колгоспу «Ленінський шлях» Калинівського (нині Вінницького) району Вінницької області УРСР, двічі Герой Соціалістичної Праці.
- Кожушко Олександр Сергійович (1980—2022) — солдат Збройних Сил України, учасник російсько-української війни, що загинув у ході російського вторгнення в Україну в 2022 році.
- Корнійчук Валерій Семенович (нар. 1953, смт Оратів, Вінницька область) — доктор філологічних наук, професор Львівського національного університету імені Івана Франка.
- Сташко Пелагея Пилипівна (1936 р.н.) — казкар.[1]